# 紀元前655年
紀元前655年（きげんぜん655ねん）は、西暦（ローマ暦）による年。紀元前1世紀の共和政ローマ末期以降の古代ローマにおいては、ローマ建国紀元99年として知られていた。紀年法として西暦（キリスト紀元）がヨーロッパで広く普及した中世時代初期以降、この年は紀元前655年と表記されるのが一般的となった。

## 他の紀年法
- 干支 : 丙寅
- 日本
  - 皇紀6年
  - 神武天皇6年
- 中国
  - 周 - 恵王22年
  - 魯 - 僖公5年
  - 斉 - 桓公31年
  - 晋 - 献公22年
  - 秦 - 穆公5年
  - 楚 - 成王17年
  - 宋 - 桓公27年
  - 衛 - 文公5年
  - 陳 - 宣公38年
  - 蔡 - 穆侯20年
  - 曹 - 昭公7年
  - 鄭 - 文公18年
  - 燕 - 襄公3年
- 朝鮮
  - 檀紀1679年
- ユダヤ暦 : 3106年 - 3107年

## できごと

### 中国
- 晋の献公が勃鞮を派遣して蒲を攻撃させた。重耳は翟に逃れた。
- 斉の桓公・魯の僖公・宋の桓公・陳の宣公・衛の文公・鄭の文公・許の僖公・曹の昭公・周の世子鄭が首止で会合した。諸侯は首止で盟を交わしたが、鄭の文公は盟に参加せずに逃げ帰った。
- 楚の鬬㝅於菟が軍を率いて弦を滅ぼし、弦子は黄に亡命した。
- 晋軍が虞に道を借りて虢を攻撃した。虞公は宮之奇の諫言を聞き入れなかった。
- 晋が虢を滅ぼし、虢公丑が王都に逃れた。
- 晋軍が虢からの帰途に虞を襲撃し、虞公と井伯を捕らえた。